# Oxigénio sólido
O oxigénio sólido é formado a uma pressão atmosférica normal e a uma temperatura menor que 54,36 K (-218,79 ° C, -361,82 ° F). Assim como o oxigénio líquido, é uma substância com uma cor suave céu azul causada por absorção no vermelho.
Moléculas de oxigénio são motivo de interesse por causa da relação entre a magnetização molecular e as estruturas cristalinas, as configurações electrónicas e a supercondutividade. O oxigénio é o único formado por moléculas diatómicas simples (e um dos poucos em geral) que produzem um momento magnético. Isto torna o oxigénio sólido particularmente interessante, sendo considerado um cristal com spin controlado que exibe uma ordem magnética fora do normal. A pressões muito elevadas, o oxigénio sólido deixa de ser um isolante térmico e passa a um estado metálico; a temperaturas muito baixas, tornando-se inclusive num supercondutor. As investigações estruturais do oxigénio sólido tiveram início nos anos 1920 e, até ao momento, foram definidas sem quaisquer ambiguidades seis fases cristalográficas distintas.
A densidade do oxigénio sólido varia de 21 cm3/mol na fase α para 23,5 cm3/mol na fase γ.